# Down and Out in America
Down and Out in America ist ein US-amerikanischer Dokumentarfilm von Lee Grant aus dem Jahr 1985 über Armut in den Vereinigten Staaten. Der Film wurde 1987 mit dem Oscar für den besten Dokumentarfilm ausgezeichnet.

## Inhalt
Der Film Down and Out in America zeigt Farmer in Minnesota, die Gefahr laufen, ihre Farmen an Banken zu verlieren. Weiterhin werden arbeitslose Arbeiter in den großen Städten und Obdachlose in Los Angeles und New York City gezeigt, die zur Selbsthilfe greifen.

## Rezeption
John Corry bewertete den Film 1985 für die New York Times und meinte, dass Down and Out in America sich klar über seine Botschaft sei: Das System habe versagt und der amerikanische Traum sei tot. Er kommt aber zum Schluss, dass Statistiken nicht zählten für den Film, sondern Gefühl. Der Film zeige einem einige wirklich berührende Leute, aber das sei nicht, was ihn interessiere. Er wolle glauben machen, dass das soziale und ökonomische System kollabiert sei. Realistischerweise funktioniere das System aber besser, als Lee Grant und Kollegen es glauben wollten.
Demgegenüber beschrieb Richard Brody den Film 2020 im New Yorker als einen starken, anregenden und trauervollen Film. Insbesondere, da sein Subjekt die Zeit Ronald Reagans mit ihrer kalkulierten Grausamkeit gegenüber Armen und Schwachen sei.

## Auszeichnung
Down and Out in America wurde bei der Oscarverleihung 1987 gleichauf mit der Dokumentation Artie Shaw: Time Is All You’ve Got von Brigitte Berman mit dem Oscar für den besten Dokumentarfilm ausgezeichnet. Es war eines der sechs Unentschieden in der Oscargeschichte seit bei der Oscarverleihung 1932 Wallace Beery und Fredric March beide ausgezeichnet wurden.